# Parc Nacional de Kakadu
El Parc Nacional de Kakadu és un parc nacional del Territori del Nord (Austràlia), situat a 171 km a l'est de Darwin.
El nom kakadu prové de la llengua aborigen anomenada gagudju, que era una de les llengües que es parlaven al nord del parc a començaments del segle xx. El gagudju ja no es parla regularment, però els descendents d'aquells que la parlaven encara habiten la regió del parc. El parc forma part del Patrimoni de la Humanitat segons la UNESCO. La seva extensió és equivalent a la d'Israel-Palestina i es creu que conté un 10% de les reserves mundials d'urani.

## Clima
El parc té dues temporades, l'una de pluges i una altra de sequera. Durant les pluges (entre octubre i abril), generalment no és possible accedir a moltes zones del parc. Durant la temporada de sequera (entre maig i setembre) és quan es pot visitar el parc.
Els aborígens dels pobles Bininj i Mungguy divideixen l'any en sis temporades:
- Gunumeleng. Va de mitjan d'octubre fins a final de desembre. És una temporada de tempestes premonsòniques amb temperatures càlides i freqüents tempestes elèctriques a la tarda.
- Gudjewg. Va de gener a març. És temporada del monsó, amb tempestes, fortes pluges i inundacions; la calor i la humitat generen una gran explosió biològica, tant en la vida animal com en la vegetal.
- Banggerreng. A l'abril; és una època de violentes tempestes i forts vents, si bé les inundacions disminueixen.
- Yegge. Va de maig a mitjan juny. És un temps més fresc, amb baixa humitat, època en què els aborígens cremen la vegetació perquè creixi la pastura per al bestiar.
- Wurrgeng. Va de mitjan de juny fins a mitjan d'agost. És un temps més fred, amb baixa humitat; la majoria dels rierols s'assequen i s'assequen les planes inundades en la temporada de pluja.
- Gurrung. Va de mitjan d'agost a mitjan d'octubre; és un temps calent i sec, i els pous (billabongs) s'assequen progressivament.

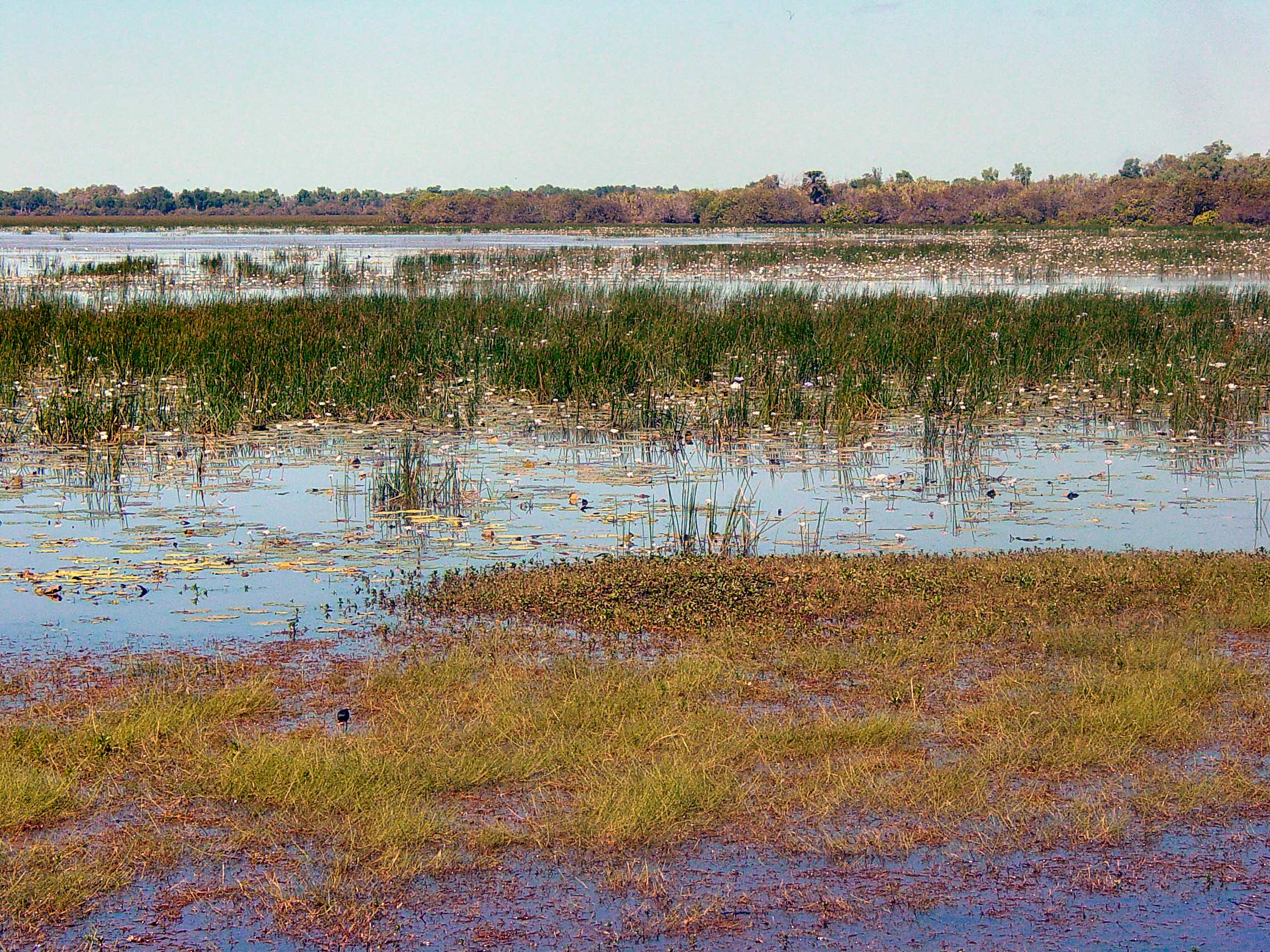
Kakadu Mamukala

## Curiositats
Les atraccions del parc inclouen l'oportunitat de relacionar-se amb els habitants de la regió, la geologia, la flora i fauna que fan de Kakadu una font única i apreciada, tant a Austràlia com a la resta del món. El centre de visitants de Bowali ofereix informació sobre el parc. El centre Warradjan per a la cultura aborigen presenta aspectes de la cultura local en forma accessible.
La part més interessant del parc són les planícies inundables, que ofereixen el millor aspecte visual. Els cocodrils d'aigua dolça i salada dormen durant una gran part del dia als bancs de sorra dels rius i dels múltiples pous. Igualment poden observar-se quan neden o floten en l'aigua. Durant l'estació seca l'aigua retrocedeix cap a rius, rieres i pous. Els aiguamolls de Kakadu figuren a la llista sobre zones humides d'importància internacional: Conveni de Ramsar, per les seves característiques ecològiques, botàniques, zoològiques i hidrològiques excepcionals.
Són dignes de destacar les pintures rupestres dels emplaçaments d'Ubirr, Nourlangie i Nanguluwur, habitats per l'ésser humà ininterrompudament des de fa més de 20.000 anys. Algunes d'aquestes pintures es troben entre les manifestacions pictòriques més antigues de la humanitat.